# Lê Văn Dũng (Quảng Nam)
Lê Văn Dũng (sinh ngày 20 tháng 10 năm 1966) là chính trị gia nước Cộng hòa xã hội chủ nghĩa Việt Nam. Ông hiện là Phó Bí thư Tỉnh ủy, Chủ tịch Ủy ban Nhân dân tỉnh Quảng Nam , Trưởng Đoàn Đại biểu Quốc hội khóa XV tỉnh Quảng Nam.
Ông từng là Phó Bí thư thường trực Tỉnh ủy Quảng Nam; Trưởng Ban Tổ chức Tỉnh ủy Quảng Nam; Chánh Văn phòng Tỉnh ủy Quảng Nam; Bí thư Huyện ủy Hiệp Đức, Quảng Nam.
Lê Văn Dũng là đảng viên Đảng Cộng sản Việt Nam, học vị Cử nhân Kinh tế nông nghiệp, Cử nhân Lý luận chính trị. Ông có gần 40 năm sự nghiệp đều công tác ở quê nhà Quảng Nam.

## Xuất thân và giáo dục
Lê Văn Dũng sinh ngày 20 tháng 10 năm 1966 ở thôn 3, xã Quế Bình, nay là thị trấn Tân Bình, huyện Hiệp Đức, tỉnh Quảng Nam. Ông lớn lên và tốt nghiệp phổ thông ở Hiệp Đức, theo học đại học và tốt nghiệp Cử nhân chuyên Kinh tế nông nghiệp, sau đó học Cử nhân Chính trị tại Học viện Chính trị khu vực III, Đà Nẵng từ tháng 9 năm 1997 đến tháng 7 năm 2000. Ông được kết nạp Đảng Cộng sản Việt Nam vào ngày 27 tháng 10 năm 1987, trở thành đảng viên chính thức sau đó 1 năm. Hiện ông thường trú ở phường An Mỹ, thành phố Tam Kỳ, tỉnh Quảng Nam.

## Sự nghiệp
Tháng 4 năm 1986, Lê Văn Dũng bắt đầu công tác Đoàn Thanh niên Cộng sản Hồ Chí Minh tỉnh Quảng Nam – Đà Nẵng, là Cán bộ Huyện đoàn Hiệp Đức. Sau đó 1 năm, vào tháng 9 năm 1987, ông được bầu là Ủy viên Ban Thường vụ Huyện đoàn Hiệp Đức, Phó Bí thư Huyện đoàn, đến tháng 11 năm 1991 thì được bầu vào Ban Chấp hành Đảng bộ huyện, giữ vị trí Bí thư Huyện đoàn, Chủ tịch Hội Liên hiệp Thanh niên Hiệp Đức, đồng thời là Ủy viên Ban Chấp hành Tỉnh đoàn Quảng Nam, Đại biểu Hội đồng nhân dân huyện Hiệp Đức khoá III. Ông công tác ở cương vị này cho đến tháng 8 năm 2000 thì được miễn nhiệm công tác đoàn, chuyển sang làm Phó Trưởng ban thường trực Ban Tuyên giáo Huyện ủy, kiêm Giám đốc Trung tâm Bồi dưỡng chính trị Hiệp Đức, Trưởng Ban Kinh tế Xã hội của Hội đồng nhân dân huyện. Vào cuối năm 2000, ông được bầu vào Ban Thường vụ Huyện ủy, giữ chức Trưởng Ban Tuyên giáo Huyện ủy, vẫn kiêm nhiệm ở trung tâm chính trị lẫn hội đồng nhân dân. Tháng 5 năm 2004, ông được bầu làm Phó Chủ tịch thường trực Ủy ban nhân dân huyện. Tháng 10 năm 2010, tại Đại hội Đảng bộ tỉnh Quảng Nam lần thứ XX, nhiệm kỳ 2010–2015, Lê Văn Dũng được bầu vào Ban Chấp hành Đảng bộ tỉnh, được phân công làm Bí thư Huyện ủy, đồng thời là Chủ tịch Hội đồng nhân dân huyện Hiệp Đức, Đại biểu Hội đồng nhân dân tỉnh Quảng Nam khóa VIII. Tháng 6 năm 2012, ông được điều lên tỉnh, nhậm chức Chánh Văn phòng Tỉnh ủy Quảng Nam, Ủy viên Ban Thường vụ Đảng ủy Khối các cơ quan tỉnh, kiêm Bí thư Đảng bộ Văn phòng Tỉnh ủy, đến đầu năm 2015 thì chuyển sang làm Phó Trưởng ban thường trực Ban Tổ chức Tỉnh ủy.
Tháng 10 năm 2015, tại Đại hội Đảng bộ tỉnh Quảng Nam lần thứ XXI, nhiệm kỳ 2015–2020, Lê Văn Dũng tái đắc cử Tỉnh ủy viên, được bầu vào Ban Thường vụ, nhậm chức Trưởng Ban Tổ chức Tỉnh ủy, sau đó là Đại biểu Hội đồng nhân dân tỉnh Quảng Nam khóa IX. Ngày 24 tháng 4 năm 2019, ông được chuẩn y làm Phó Bí thư thường trực Tỉnh ủy Quảng Nam, kế nhiệm Bí thư Tỉnh ủy Phan Việt Cường, sau đó tái đắc cử các vị trí tại Đại hội Đảng bộ tỉnh Quảng Nam lần thứ XXII, nhiệm kỳ 2020–2025. Năm 2021, ông tham gia ứng cử đại biểu Quốc hội từ Quảng Nam, tại đơn vị bầu cử số 2 gồm thành phố Hội An và các huyện Duy Xuyên, Quế Sơn, Nông Sơn, Thăng Bình, Hiệp Đức, rồi trúng cử Đại biểu Quốc hội khóa XV với tỷ lệ 86,18%. Trong nhiệm kỳ này, ông cũng được phân công làm Tổ trưởng Tổ Đảng, Trưởng Đoàn Đại biểu Quốc hội tỉnh Quảng Nam.
Ngày 29 tháng 12 năm 2023, Bộ Chính trị đã phân công Lê Văn Dũng điều hành hoạt động của Đảng bộ tỉnh sau khi Bí thư Phan Việt Cường nghỉ chờ hưu. Đến ngày 24 tháng 1 năm 2024, Lê Văn Dũng không còn phụ trách Tỉnh ủy, Lương Nguyễn Minh Triết được bổ nhiệm làm Bí thư Tỉnh ủy Quảng Nam.
Ngày 21 tháng 6 năm 2024, tại kỳ họp thứ 23, HĐND tỉnh Quảng Nam khóa X, Thường trực HĐND tỉnh giới thiệu và bầu ông Lê Văn Dũng – Phó Bí thư Thường trực Tỉnh ủy, Trưởng đoàn Đại biểu Quốc hội tỉnh giữ chức danh Chủ tịch UBND tỉnh Quảng Nam nhiệm kỳ 2021 – 2026.
Ngày 3 tháng 7 năm 2024, Thủ tướng Chính phủ Phạm Minh Chính đã ký quyết định phê chuẩn kết quả bầu chức vụ Chủ tịch UBND tỉnh Quảng Nam nhiệm kỳ 2021-2026 đối với ông Lê Văn Dũng, Phó Bí thư Thường trực Tỉnh uỷ Quảng Nam.

## Khen thưởng
- Huân chương Lao động hạng Nhì, 2015;